# Stenella attenuata
La stenella maculata pantropicale (Stenella attenuata) è un delfino del genere Stenella, simile al tursiope e alle suse.

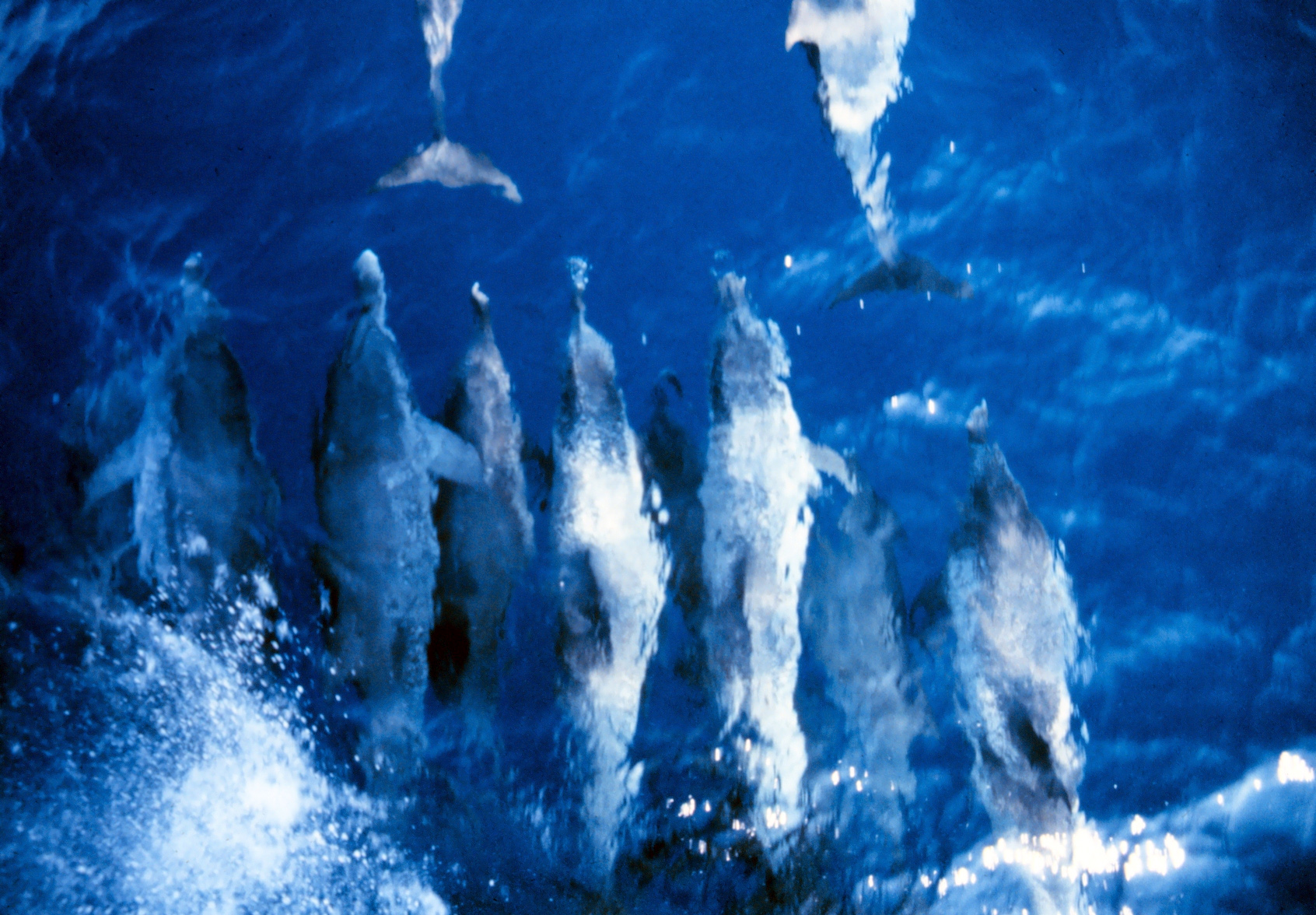
Gruppo di stenelle maculate pantropicali.

Esistono due forme principali riconoscibili anche dal luogo in cui vivono (una più vicina alla costa a differenza dell'altra).

## Descrizione

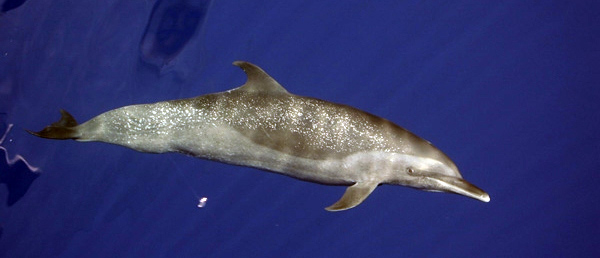
Stenella maculata pantropicale

La stenella maculata pantropicale è lunga fino a 2,2 metri e pesa circa 120 kg. Presenta dorso grigio scuro con macchie più chiare, mentre la zona ventrale è chiara, coperta da macchie nerastre, il becco è invece bianco.
La speranza di vita è di circa 40 anni.

## Distribuzione
Diffusa nei mari tropicali,  subtropicali e in alcune acque caldo-temperate, preferisce ambienti marini dove la temperatura risulti di 25 °C.